# Lista över rollfigurer i Berts universum
I Bert-serien, verken om Bert Ljung av Anders Jacobsson och Sören Olsson, medverkar följande fiktiva figurer. Flera av figurerna i böckerna och filmerna bygger på Sören Olsson och Anders Jacobssons ungdomskretsar.

## Berts familj och släkt

### Fredrik Ljung
Fredrik Ljung, är Berts far, och arbetar som optiker. På juni-kassettbandet finns en sång om hur han tittar på tjejer och skyller på fågelskådning, Min far gillar snusk.

### Svea Olsson
Svea Olsson är Berts mormor, och ett av hennes mer framträdande drag är att hon är djupt religiös. I TV-serien och långfilmen spelades Svea av Yvonne Lombard. På februari-kassettbandet finns även en sång om henne, Mormor är religiös'.

## Berts grannar
Berts familj bor i böckerna i ett hyreshus med sex lägenheter. I huset bor också "Kapten", en gammal före detta militär sjökapten, som avlider i Berts första betraktelser då hjärtat stannar när hans favoritlag i bandy förlorar en viktig TV-match. På januari-kassettbandet har han även fått en låt tillägnad sig, Hej kapten (nu är du död).

## Berts skolkamrater

### Torleif Andersson
Torleif Andersson är en pojke i Berts klass. Han spelar blockflöjt, och lyssnar ofta på klassiskt, en genre han spelar ihop med Nadja Nilsson, både i böckerna och TV-serien. Han anses av många killar i klassen som "töntig" och "plugghäst". Att han har glasögon accepterar dock Klimpen i TV-serieavsnittet "Den ohyggligt fule" med att han var "född med ett glasöga", medan Bert sparkas ur bandet när han fått glasögon. I Bert och brorsorna nämns att han spelar fotboll, som back i Öreskoga-Kamraternas Idrottsförening. Detta är dock för att Klimpen tvingar honom och han lär ha slutat när Klimpen flyttar i Bert och brorsorna.
I böckerna flyttar Torleif från Berts klass i mitten av 8:an. Han meddelar det i Berts bravader och flyttar i januari i Berts bekännelser och gör veckan därpå ett kort framträdande med smeknamnet "Tora-Liffa". Han pekar då "fuck-tecken" åt Berts magister, och har blivit en hippie som spelar hammondorgel i ett popband.
Torleifs familj beskrivs som "intellektuell". Även hans föräldrar gillar klassisk musik. Torleifs lillasyster, som i TV-serieavsnittet "Fega pojkar får ibland kyssa vackra flickor" gör ett framträdande då deras familj spelar frågesportspel påpekar att slaget vid Waterloo inträffade 1812 (fastän slaget inträffade 1815). Både Torleif och hans lillasyster brukar klä sig väl.
I början av bokserien visar Torleifs intresse för Rut.
När böckerna illustrerades av Sonja Härdin tecknades Torleif med svart hår.I TV-serien fick han glasögon. I den nya serien blir detta bekräftat i "Bert, Badbojen".

### Jörgen Karlsson och Dödgrävarn
Jörgen Karlsson, som går i Berts B-parallellklass, medverkar i de gamla böckerna samt i Bert + Samira = Sant? från den nya serien, där han har två kompisar som heter "Högen" och Ali. I Berts första betraktelser hotar Jörgen Bert med stryk för att få PRAO-plats på brandstationen i 6:an. I högstadiet går han i samma klass (B) som "Dödgrävarn". Jörgen och Dödgrävarn hamnar ofta i slagsmål, vilket i Berts ytterligare betraktelser tvingar deras klass till diskussion och att killarna i Berts klass (A) får ha gymnastik med tjejerna istället, vilket i sin tur leder till att Bert och Emilia börjar intressera sig för varandra. Dödgrävarn har en kompis som heter Karri, en kille som går i 9:an då Bert går i 7:an. Karris gäng tvingar en dag i mitten av oktober ner Inez, en flicka i 7 D, i Beckaskolans källare där hon tvingas visa sig naken. Några dagar tidigare har Dödgrävarn ätit lunch med Bert. Två år senare, i Bert och badbrudarna, åker han trimmad moped. TV-seriens Dödgrävarn skiljer sig avsevärt, och är två år äldre än Bert, samt med i ett skinheadsgäng, vilka dock inte uttrycker nazistiska/rasistiska/fascistiska åsikter, vilket skinheads blivit kända för. Slagsmålen mellan de två fortsätter sedan, i februari i Berts bekännelser slåss de, och springer ifrån rektorn på skolgården, och Bert anar då att de alltid kommer att vara fiender och reser Sverige runt med tåg som värstingar.

### Erik "Lill-Erik" Linstett
Erik "Lill-Erik" Linstett, född 22 november 1976 (se Bert och bacillerna), går på Beckaskolan i samma klass som Bert och Åke, och är allmänt svag, klen och rädd för sjukdomar, vilka han samlar information om. Lill-Erik spelar trummor (i de första berättelserna dragspel) i Heman Hunters, och går i böckerna till en början under artistnamnet Fritz Klyka. I TV-serien och långfilmen spelades Lill-Erik av David Boati.
I äldre Bert-versioner (böcker, serietidningar och TV-serie) medverkar han inte från början, utan flyttar in till Öreskoga då Bert går i 5:an eller 6:an (varierar mellan versionerna). Gemensamt är också att alla först tror han är stark, och kallar honom Stor-Erik, tills Klimpen får se honom och ropar Lill-Erik.
I de tidiga böckerna beskrivs hans skräck för kommunister, och hur han uppfattar ordet kamrat som kommunism, även när det används för att syfta på kompis. Lill-Eriks pappa Mårten tror att KGB skuggar familjen, och i Berts vidare betraktelser beskrivs hur Lill-Eriks storebror Mats gått upp på taket på familjens villa för att sätta upp radarvarnare. I den nya bokserien bor Lill-Erik och hans familj i en lägenhet (Bert och ryska invasionen och Bert och datadejten). Även i Berts första betraktelser i den gamla bokserien bor Lill-Erik i en lägenhet. I Berts bravader beskrivs även hur han fruktar påskharen, och samma bok avslutas med en nyårsfest hemma hos honom då han har föräldrafritt, men Bert och Emilia bäddar ner Lill-Erik tidigt och ger honom en sked med barnalbyl med nyponsoppa, innan festen fortsätter.
I "Berts bryderier" bjuder Bert på herrlunch i sitt hus och ger Lill-Erik en tallrik med Musse Pigg på. Han blir arg och vägrar att tala med Bert och Åke tills en tant får dem att be om ursäkt ("Berts befrielse"). I "Bert och beundrarinnorna" blir Lill-Erik istället en tuff kille som sysslar med datorer och hårdrock. Bert slutar då att kalla honom för Lill-Erik. I Samma bok, när Lill-Erik ska övertala en kvinna att sluta klänga på Bert, tar hon med sig Lill-Erik hem och har samlag med honom vilket väcker Berts avundsjuka.
I TV-serien, där han spelas av David Boati, ser man att Lill-Erik också skriver dagbok, som han kallar "Lilldagboken". Då 6:orna skall åka på lägerskola arbetar han extra på pizzeria i avsnittet Hjärnsläpp, där han viker pizzakartonger, för att samla ihop pengar, tills han blir trött och sover i nästan ett dygn. När hans "chef" försöker skoja med honom och ger honom alldeles för låg lön, ger han honom en rejäl utskällning på italienska, ovetande om att denne inte kan språket. Under bussresan till lägerskolan i avsnittet Fina, fina Paulina i TV-serien blir Lill-Erik kvarglömd ute i skogen under en kisspaus på vägen. Lill-Erik stöter på en elefant som rymt från en cirkus, och jagas av polisen. Lill-Erik lyckas dock tämja elefanten. Lill-Erik ställer sedan upp för att få Sven Ripa vald till elevrådsordförande, i kampanjen Sven är min vän.
Lill-Eriks karaktär besjungs i Berts betraktelser på kassettband i sånger som Lill-Eriks hambo (maj). och Lill-Erik är krasslig (september). I Bert och datadejten heter han "Lindstedt" i efternamn, istället för Linstett.

### Åke Nordin
Åke Nordin, född i oktober (se Berts första betraktelser) eller 18 november (se Bert och bacillerna) 1976, är bästa kompis med Bert.
Åke är intresserad av kemiexperiment och lurar gärna sin lillasyster Doris att dricka olika ihopblandade drycker till exempel "diskmedelsdrink" (Berts dagbok), vilket ingår i Åkes så kallade "vetenskapliga" experiment. Doris är 11 år i Berts bekännelser, då Åke är 14 och skall fylla 15 samma år. Doris medverkar också i nya bokserien, och är i Bert och Heman Hunters åtta år yngre än Åke.
Åkes mamma dog i cancer ("kräfta") när Åke var sju år och just börjat i 1:an (enligt Bert och brorsorna var han 8). Hans mamma nämns ibland, ofta om att hon gillade Elvis Presley, i Berts bekännelser även att hon var mellanstadielärare. I Berts vidare betraktelser träffar hans pappa en "tant" som heter Hillevi och har norska släktingar. I TV-serien visar hon sig vara kemist. Åke är även intresserad av maskar, och utsätter även dessa för plågsamma experiment. Åke brukar ofta tycka att Bert tänker för mycket på tjejer. Åke uttrycker ofta kommunistiska åsikter, dock bör nämnas att han också är en stark rojalist. I Berts ytterligare betraktelser åker han ofta in till rektorn för diverse bus.
Åke är elektriker i Heman Hunters, men spelar ibland även synt. Han försöker en gång spela fiol i Berts ytterligare betraktelser, men lägger snabbt av. I Bert och brorsorna nämns att han spelar fotboll, som back i Öreskoga-Kamraternas Idrottsförening.
Åke intresserar sig för tjejer ibland, som Linda Fahlström (Berts dagbok) och Isabella Riez (Berts bekymmer). I Berts bekännelser lyckas han få Emilia att göra slut med Bert, men själv menar Åke att det beror på att han tyckte Bert tänkte för mycket på Emilia.
I Bert och badbrudarna intresserar sig Åke för Steffa, och i Berts bekymmer förälskar sig Åke i Isabella Riez från El Salvador som går i klass 9F, och blir kompis med Douglas i samma klass.

I Bert och beundrarinnorna träffar han och blir tillsammans med den hörselskadade fotomodellen Celine. De får dock inte vara ensamma då Celine har 4 småsyrror som alla blir kära i Åke och aldrig låter dem vara ifred. 

### Klas "Klimpen" Svensson
Klimpen, egentligen Klas Svensson är född i början av året, då han tillhör de äldre i klassen. Han förekommer i alla versioner, och är bråkstaken, och ibland även mobbaren i Berts klass, innan han lämnar Öreskoga och flyttar till Motala. Klimpen brukar reta Bert för att han har glasögon. Han står i mål i samma fotbollslag som Bert.
Berts dagbok inleds då Bert går i 5:an. Klimpen anser sig vara klassens viktigaste kille, och säger sig vara populär bland tjejerna. Han är starkast och näst äldst i klassen efter Tina Roininen. Han har tjuvrökt, och hans pappa har en raggarbil. Efter 5:an flyttar Klimpen till Motala. Han återvänder för en kort period i 9:an i Berts bekymmer, nu som medlem i en förening kallad Lennarts ord. I Bert och brorsorna nämns att han spelar fotboll, som målvakt i Öreskoga-Kamraternas Idrottsförening. Klimpen förekommer ofta i serietidningarna, och kommer ofta med elaka kommentarer.
I TV-serien bor Klimpen med sin pappa i en husvagn, och försöker även ta över garagebandet Heman Hunters, samt förstöra en skolgala genom att låsa in Bert och Åke på toa och själv dra så kallade "roliga historier" inför publiken, då egentligen Heman Hunters skulle uppträtt. På lägerskolan skadas Klimpen i huvudet av en gitarr i nacken och får en mer skötsam karaktär, tills han snubblar på ett brännbollsträ, och återfår sitt gamla jag. Under sommarlovet försöker han bo hos Bert. Senare flyttade Klimpen till Motala, men återvände för att rädda Bert från Dödgrävar'n. I långfilmen spelas han precis som i TV-serien av Martin Lindqvist.
I den tecknade serien har han ljust hår, och ofta grön tröja, men i TV-serien har han rött hår och skinnjacka med texten "Blä". Hans pappa har också en skinnjacka, men med texten "Grr".

### Övriga skolkamrater
Andra killar som förekommer i böckerna är Björn "Björna" Zetterström, som är stark och populär hos vissa tjejer. I 9:an får Björna cancer i Berts bekymmer men överlever ändå efter behandling på sjukhuset och i Berts bryderier har han blivit nästan lika svag som Lill-Erik. Niklas "Nicke" Danielsson är elgitarrist i garagebandet Heman Hunters, och är till växten väldigt lång. I Bert och brorsorna nämns att han spelar fotboll, som back i Öreskoga-Kamraternas Idrottsförening. En annan är "Benny Fredriksson", som är duktig i fotboll, och spelar för Öreskoga-Kamraternas Idrottsförening (se Bert och brorsorna) . Han kallas Benny guldfot efter fotbollsserien Benny Guldfot. Vid mindre bra prestationer ändrar Klimpen benämningen till mindre vänliga Benny Klumpfot. Bennys mamma bor i Norrland i Berts bravader. I TV-serien heter han Aronsson i efternamn istället för Fredriksson.
Bland killar i böckerna finns bland andra även rikemanssonen Christoffer Palm, vars pappa är direktör för "Bonellverken". I Berts fotbollslag spelar Kenneth Kerundi, som kommer från Uganda.

## Berts flickvänner och tjejkompisar

### Nolina Amundsen
Nolina Amundsen är en flicka från ungdomsvårdsskola som Bert gillar i Berts befrielse. Hon kommer ursprungligen från Norge.

### Gabriella Einarsdotter
Gabriella Einarsdotter är en flicka som är två år yngre än Bert. I slutet av Berts bekännelser blir Bert, som då går i 8:an, kär i Gabriella, som då går i 6:an på mellanstadieskolan Blåsjöskolan och kallas "Gabby". Hon har en syster som heter Amanda. Även i Berts bekymmer gillar Bert henne, i samma bok berättas även att hennes kompis heter Emmy. Gabriella sjunger i skolkören, vilket i samma bok får Bert att gå med där. Hon medverkar också i serietidningarna mot slutet.

### Ida Gunnarsson
Ida Gunnarsson är en ljushårig flicka med blå ögon som går i årskursen över Bert. Bert träffar henne då han börjar 7:an, i Berts vidare betraktelser. Hon röker, och delar skåp med Lill-Erik. Idas kompis heter Mona, och retar Bert för att han har glasögon. Efter några veckor i 7:an upphör Berts intresse för henne i Berts ytterligare betraktelser. I samma bok beskrivs att Mona har samma hår- och ögonfärg som Ida, men i serieadaptionerna har hon brunt hår. Ida förekom även i TV-serien. Efternamnet "Gunnarsson" används första gången i TV-serien.

### Paulina Hlinka
Paulina Hlinka är en flicka med mörkt lockigt hår, vars föräldrar ursprungligen kommer från dåvarande Tjeckoslovakien. Hon går i Berts parallella B-klass och gör sitt första framträdande i Berts första betraktelser, då hon ger Bert en gratulationskram på 13-årsdagen den 21 februari, när Bert fortfarande är tillsammans med Nadja, och i samma bok visar det sig att hennes mamma är kusin med Nadjas pappa.
Bert blir aldrig officiellt ihop med Paulina, och deras romanser kulminerar när klass 6 A och 6 B åker på lägerskola ihop i Berts vidare betraktelser, en bok som starkt präglas starkt av Berts intresse för henne. Därefter börjar Bert tycka att hon uppträder kallt emot honom. I samma bok kommer hennes kusin Pavel från Tjeckoslovakien för att hälsa på, vilket på grund av att det kalla krigets svängningar skrämmer Bert när han skall till USA. Berts intresse för Paulina avtar då Bert gått några veckor i 7:an, i Berts ytterligare betraktelser, den 19 september skriver Bert att hon inte är intressant längre och hon skaffar snart ny kille i oktober i samma bok. I Berts bravader träffar han henne på stan, men då är Bert i stället intresserad av Emilia.
Paulina spelas i TV-serien av Agnes Koson, där lägerskolscénerna också visas. På maj-kassettbandet har hon även fått en sång tillägnad sig, Fina Paulina. Låten är egentligen samma melodi som Hemliga byråns "Kom, konkurrens" från TV-serien "Trollkontroll" 1990.

### Rebecka Molin
Rebecka Molin är en flicka i Berts B-parallellklass. Fastän hon har mörkt hår i Berts dagbok brukar hon ha ljust hår i andra versioner och i revideringen av Berts dagbok finns hon också avbildad som ljushårig (vitt i svartvitt). Hon är oftast den första flickan Bert blir kär i efter det att böckerna startat. I Berts dagbok blir Bert hetsad av Klimpen att säga att hon inte får vara med på rundpingis på skolgården och att daska en gummiorm i baken på Rebecka på Berts födelsedagskalas den 21 februari. I samma bok cyklar Bert utanför hennes hus och när hon fyller 12 år en fredag i februari skickar han anonymt skosnören till henne i present. Hon besöks på födelsedagen av sin kusin Leif, som bor nere vid en motorväg. Bert menar att det är bra att där kör många långtradare eftersom han är orolig för att Rebecka intresserar sig för honom och Bert vet att Sverige tillåter äktenskap kusiner emellan. Bert har också hört rykten om att hon är tillsammans med Klimpen.
Temat med gummiormen har sedan återkommit, men i TV-serien används ingen gummiorm utan där tar Bert henne på rumpan. Efter Berts kalas hör man inte mycket mer om Rebecka, men hon nämns ibland, även långt senare då Bert går igenom tjejer han tidigare varit intresserad av.
I TV-serien spelades hon av Maria Simonsson. När Bert spelades upp i SR Örebro lästes hennes replik "Tack, det var snällt" upp av en tjej som Anders gillade, som hette Isabell.
Efternamnet "Molin" används första gången i TV-serien.

### Nadja Nilsson
Nadja Nilsson är en flicka, som är född under hösten i Värmland, och bor i en stuga med sin mamma (Berts dagbok), och spelar fiol. I Berts dagbok beskrivs att hon har svarta ögon och mörkbrunt, lockigt hår, och går i E-klassen vid mellanstadiet på Jungbergska skolan. Nadja har tre "bråkiga" raggarbröder, som kallas "Roffe", "Ragge" och "Reinhold", som på kvällarna kör fort genom Öreskoga i bil av märket Amazon. I Berts första betraktelser börjar Berts intresse för Nadja efter ett tag avta till förmån för Paulina, och den 1 mars gör han slut med Nadja, och i samma bok får Bert reda på att Nadjas pappa är kusin med Paulinas mamma. I Bert och brorsorna beskrivs hur hon har en tjeckisk pappa, medan hennes bröder och Klimpens pappa har samma pappa (som är död).
Från 7:an börjar Nadja på Beckaskolan, vilket dock har mindre betydelse, då Bert inte längre är ihop i henne då. Nadja är den första tjej Bert blir ihop med, och han träffar henne då och då även medan han gillar Paulina, och det är egentligen bara då Bert intresserar sig för Emilia som han inte bryr sig om Nadja. Bert gillar heller inte när Nadja tar fram fiolen.
I Berts bravader återvänder Nadjas bröder när Bert och Emilia en helg går ut till stadsparken, och tvingar Bert att dricka vodka, innan Emilia skrämmer bort dem.
I Bert och badbrudarna träffar Bert henne på en rockbandsfestival då hon spelar i ett band (inte fiol som förr om åren), och har en tre år äldre kille som det senare visar sig heter "Boije Adelsman". I Berts bekymmer ringer Nadja till Bert på julafton och pratar, och i Berts bryderier börjar Bert återigen visa intresse för henne. Bert börjar mena att han gjorde slut för att han var rädd för hennes bröder.
Berömt är även hur hennes bröder i flera versioner får med sig Bert på pryo (äldre ord för prao) som raggare. I TV-serien driver de dock ett växthus. I alla versioner är Nadja den första flickan som Bert är ihop med, och han brukar bli kär i henne efter Rebecka i de flesta versioner.
I TV-serien spelas hon av då 14-åriga Nadia Alg. Där beskrivs även hur Bert för att imponera på Nadja ser ut att visa intresse för klassisk musik, eftersom Nadja spelar genren. I avsnittet Det viktiga är inte att kämpa väl utan att vinna lånar Bert ett Igor Stravinskij-album från Torleif, och en fiol från musikaffären och övar själv där hemma. Han besöker en violinkonsert där bland andra Nadja och Torleif spelar, och Bert simulerar skadad för att undvika en fotbollsmatch som kolliderar med konserten. Till slut går Bert från konserten och väljer matchen, som han avgör. Nadja står då där och hejar, men det förklaras aldrig om konserten då avslutats eller om Nadja också lämnat den (Nadja har samma klänning som under konserten).

### Emilia Ridderfjell
Emilia Ridderfjell, född tidigast mars 1976, är en ganska tystlåten flicka som går i samma klass som Bert genom hela grundskolan. Hon har mörkt halvkort hår (ibland svart), som hon brukar sätta upp i hårspänne eller rosett. Hon hade alltid intresserat sig för hästar, skolan och tar sånglektioner, håller sig i bakgrunden, och hennes mamma och pappa är läkare. För Bert är hon länge bara ett namn på ett papper och en bänk i klassrumet, och enda gången han skall ha talat med henne på sex och ett halvt år är i 3:an då han säger. "–Förlåt" efter att av misstag ha smashat ut hennes tandställning med en bordtennisboll.
I 7:an, fredagen den 27 oktober, har pojkarna och flickorna i klass 7 A gemensam gymnastik medan 7 B diskuterar slagsmålen Jörgen och Dödgrävan. Emilia tittar på Bert under gympan, och då tycker Bert hon blivit söt och när Bert är sjuk kommande vecka frågar hon Åke efter Bert och resten av boken, november och december, träffas de allt mer under både skola och fritid, och i Berts bravader, som starkt präglas av Berts romanser med henne, blir de officiellt ihop under följande sommarlovet mellan 7:an och 8:an. I samma bok menar Bert också att han inte gillar henne helt utan risk, då de flesta killar i Berts klass tycker hon är en mes då hon har bra betyg, gott uppförande och strukna kläder (då hennes föräldrar kan ta bra betalt, brukar hon klä sig i "stiliga" kläder, ofta med en blus och väst, ibland kjol). I boken uppstår även pinsamheter när Bert går hem till henne och försöker uppföra sig som han tror man måste i finare familjer.
På vårterminen i 8:an, i Berts bekännelser, gör Emilia slut med Bert den 1 mars efter att Åke tycker Bert tänker för mycket på tjejer, och får henne att göra slut. Inget födelsedatum för henne anges, men den 13 mars i Berts bekännelser (8:an) skriver Bert att hon ännu inte fyllt 15. Hon är den tjej Bert visar intresse för under den längsta perioden (27 oktober i 7:an-1 mars i 8:an), och den första tjejen i hans egen klass som Bert gillar (I Berts dagbok beklagar Bert att alla tjejer i hans klass har "hästpesten"). Bert blir ledsen när hon gör slut. Bert börjar senare påstå att det var han som gjorde slut med Emilia, och att hon senare blivit fulare och otrevlig men inte var det då. I Berts bekymmer beskrivs hur hon liksom Louise gillar en äldre kille, och i Berts bryderier skriver Bert att han tycker Emilia blivit ful som en "utomjording".
Hon medverkar även i revideringsupplagan av Berts dagbok, där hon beskrivs som "klassens tystaste människa", och det är där efternamnet "Ridderfjell" för första gången nämns, och även böckerna som utspelar sig mellan Berts dagbok och Berts första betraktelser medverkar hon dock i bakgrunden. I Bert och brorsorna, som utspelar sig under sommarlovet mellan 5:an och 6:an, beskrivs en tillbakablick från tidigare under skolgången där Åke fäktas med en linjal framför hennes ansikte så att hon börjar grina, och klassens flickor hotar med att anmäla Åke till barnavårdsnämnden. I Bert och bacillerna håller hon med klassens lärare Sonja Ek om att Bert drar rasistiska skämt på roliga timmen innan hela klassen börjar diskutera migrationsfrågor, och i samma bok tycker Bert hon sjunger fint men för tyst i Luciatåget.
Även om hennes temperament i Berts bravader hettar till något när hon lyckas skrämma bort Nadjas raggarbrorsor då Bert och Emilia går till stadsparken, är det framför allt i de tecknade serierna hon har denna egenskap. I serieadaptionerna har hon även kusinerna Lovisa från Göteborg som Bert inte känner till då hon anländer med tåget då han skall träffa Emilia, vilket först leder till en pinsam historia för Bert., samt Antonia Ridderfjell.
I TV-serien spelades hon av Michelle Stachowics, men serien kom aldrig fram till då Bert började visa intresse för henne.
På oktober-kassettbandet har hon även fått en sång tillägnad sig, Jag tror hon heter Emilia., låten är egentligen samma melodi som Hemliga byråns "TV-låten". Även Negrer är bra på november-kassettbandet handlar till en början om henne., och Nu är det jul på december-kassettbandet. När hon gjort slut i Berts bekännelser tillägnar Bert även henne en sång om att han sitter ensam på sin moped-sadel. Hon syns också på bokomslaget till Berts bravader, där hon ligger på Berts mage vid badstranden.

### Patricia Tivenius
Patricia Tivenius är en flicka som först bara var Berts klasskompis, då hans klass och Östbergaskolans sjätteklass slås samman, I Berts bryderier börjar Bert dock visa intresse för henne och sedan vill Patricia förlova sig med Bert, men han säger "aldrig" då han är rädd för att binda sig. Bert tycker hon är galen och rolig, och hennes fyra bröder spelar alla ishockey.

### Övriga flickvänner och tjejkompisar
Andra flickor som Bert är klasskompis med är "Camilla Gevert" (som i långfilmen spelades av Sarah Dawn Finer), "Louise Beyer", som brukar bada naken i Nöckeln, Lisa Haglund som börjar få bröst först i klassen, "plugghästen" Johanna Larsson, Linda Sjöberg (heter först Fahlström i efternamn) som Åke gillar i Berts dagbok, Sanna Kjellberg och Rut Bolin som är de två första som Bert kysser, samt Jaana Pekkonen, med finländskt ursprung. En annan person, som Åke ogillar, heter Mikaela Öhman och är kompis med Emilia samt med i pingströrelsen, vilket beskrivs i Berts bryderier. I Bert och badbrudarna intresserar sig Bert för tjejer som Bella under resan till Spanien (medan Åke intresserar sig för hennes kompis Steffa) samt Karolina Possén från "Butter Palms skola". Bella har en bakgrund som på flera sätt påminner om Berts (hon spelar bas och sjunger i rockband, skriver dagbok, har varit med i Unga örnar, kyrkans barntimme, dansat jazzdans samt varit ihop med en kille som har tre elaka systrar ("Rosa", "Ria" och "Rut") vilka åkte raggar-Amazon).
I TV-serien träffar Bert även en tjej som heter Emma på båten i avsnittet "Sjön suger". I långfilmen förälskar sig Bert i en flicka från Sollentuna som heter "Victoria", och som flyttat till Öreskoga.

## Berts lärare

### Banan-Boris
Banan-Boris är Berts kemilärare i högstadiet, och dyker först upp när Bert börjar 7:an i Berts vidare betraktelser där han bland annat sprutar vatten på klassen. I TV-serien, där han spelas av Tomas Norström, hjälper han Dödgrävarn, är ganska sträng och accepterar inte att någon annan kan kemi bättre än han. Näst sista sången på oktober-kassettbandet heter "Banan-Boris" och handlar om honom.

### Sonja Ek
Sonja Ek är Berts klassföreståndare i mellanstadiet, och medverkar i såväl böckerna som TV-serien. Efter att tidigare bara ha benämnts "fröken" nämns hennes namn första gången i revideringen av Berts dagbok. I Bert och bacillerna snubblar hon omkull på skolgården och bryter ryggen. Berts klass får då i några veckor en vikarie som heter Håkan Kelinus. I den nya bokserien är hon född 1970 (Bert och ryska invasionen).

## Djur

### Ove
Ove är en sköldpadda som Bert får i julklapp av Åke i 7:an, Berts ytterligare betraktelser. Bert släpper sköldpaddan i familjens akvarium, och under mellandagarna äter Ove upp alla fiskar. Ove har svårt för Berts flickvän Emilia, i Berts bravader skiter han henne i näven, och då hon gjort slut med Bert i Berts bekännelser och sedan kommer tillbaka för att hämta sina sista saker, biter han henne i armbågen så att hon nästan får blodförgiftning. Bert hoppas då Emilia skall tvingas amputera bort sin arm, eller i alla fall tvingas ta en "äcklig" stelkrampsspruta.

### Övriga djur
I Berts dagbok förekommer en häst som heter "King", vilken flickorna i Berts klass tjatar mest om att de ryktat. Killarna gör då en elak ramsa om King. I serieadaptionerna berättas även om en häst vid namn "Pompe", som Emilia rider.  Det finns också en ödla som heter "Stryktipset", vilken Åke köper efter att ha givit Bert sköldpaddan Ove i Berts ytterligare betraktelser. Lill-Erik köper i början av 6:an, i Bert + Samira = Sant?, marsvinet Stig B och försöker - ihop med Åke - lära Stig B bordsskick, innan Lill-Erik säljer Stig B någon månad senare i samma bok, men troligtvis köper han tillbaka Stig B på vårterminen i 6:an, då Stig B medverkar i både Bert och ryska invasionen och Bert och datadejten som utspelar sig efteråt. I Bert och datadejten tror Lill-Erik att Stig B är homosexuell som "biter på telefonkatalogen". Bert och Lill-Erik försöker hitta en partner åt Stig B och sätter in en kontaktannons på Blocket om Stig B, men får inget svar. Då försöker Bert para ihop Stig B med sin sköldpadda Ove, vilket misslyckas.

### Fotnoter
1. ↑  Bert
2. ↑  Bert Arkiverad 26 oktober 2011 hämtat från the Wayback Machine.
3. ↑  ”Bert”. Arkiverad från originalet den 26 oktober 2011. https://web.archive.org/web/20111026034641/http://www.soren-anders.se/item.aspx?id=613. Läst 22 juli 2010.
4. ↑  ”Bert”. Arkiverad från originalet den 26 oktober 2011. https://web.archive.org/web/20111026101902/http://www.soren-anders.se/item.aspx?id=609. Läst 22 juli 2010.
5. 1 2  Bert Arkiverad 26 oktober 2011 hämtat från the Wayback Machine.
6. ↑  ”Bert”. Arkiverad från originalet den 26 oktober 2011. https://web.archive.org/web/20111026102050/http://www.soren-anders.se/item.aspx?id=636. Läst 22 juli 2010.
7. ↑  FF med Bert 6 1998, sidan 4-8: - En god jul med julspöket, Egmont Serieförlaget AB, 1998
8. ↑  Trubadur på flörtartur, Måns Gahrton och Johan Unenge, Carlsen Comics/Semic Press AB 1993, sidan 31-32 - Sören och Anders balla sidor/Balla Bert-fakta
9. ↑  Berts bravader, sidan 10-103: 18 september, Rabén & Sjögren, 1991
10. 1 2  FF med Bert 2 1998, sidan 4-8: - Oväntat besök, Egmont Serieförlaget AB, 1998
11. ↑  FF med Bert 2 1998, sidan 43-49: - Bert strippar, Egmont Serieförlaget AB, 1998
12. ↑  FF med Bert 4 1993, sidan 10: - Strictly FF, Semic Press AB, 1993
13. 1 2 3  ”Bert”. Arkiverad från originalet den 26 oktober 2011. https://web.archive.org/web/20111026101910/http://www.soren-anders.se/item.aspx?id=638. Läst 22 juli 2010.
14. ↑  ”Bert”. Arkiverad från originalet den 26 oktober 2011. https://web.archive.org/web/20111026101836/http://www.soren-anders.se/item.aspx?id=642. Läst 22 juli 2010.